# Vrsta sa PJ2-445
Vrsta sa PJ2-445 su izmišljena rasa iz znanstveno fantastične američke TV serije Zvjezdana vrata SG-1. Oni su humanoidna bića s planeta PJ2-445. Iako su naizgled isti kao ljudi, njihovi unutarnji organi imaju potuno drugačiji raspored. Tijela mažu supstancom bijele boje koja nakon određenog vremena postaje druga koža. Ne komuniciraju između sebe govorom već gestikulacijama. Jedina vrsta komunikacije je nešto slično pjevanju. Žive u istinskom simbiontskom odnosu s biljkom koja također živi na planetu i koja proizvodi zvuk na određenoj frekvenciji koji je neophodan za njihov opstanak. Nastambe su im izuzetno primitivno izgrađene.

## Prvo pojavljivanje
Njihovo prvo pojavljivanje je u epizodi Jedan pogrešan korak u drugoj sezoni.